# キューティーハニーF ミュージックコレクション2
『キューティーハニーF ミュージックコレクション2』は、テレビアニメ『キューティーハニーF』と劇場用アニメーション『キューティーハニーF』の2枚目のサウンドトラックアルバム。1997年10月21日に日本コロムビアより発売された。全24曲収録。

## 概要
- 佐橋俊彦他が手がけたTVアニメ版および劇場版のBGM19トラックを収録している。本CDは1つのBGMトラック内に数曲をまとめて収録する構成となっているため、実質的なBGMの収録曲数は48曲である。

- イメージソング5曲のインストゥルメンタル・バージョンも収録。

## 曲目リスト
BGMトラックの（）内にはミュージックナンバー・ブリッジナンバーを示す
1. もう一人の愛の結晶 [6:12]　（M76A、M76B、M76E、M45C）
2. キューティーハニー（冒頭BGM付きTVサイズ） [1:51]
3. 聖チャペル学園2 [2:45]　（M51C、M53）
4. 恋の予感 [3:05] 　（M31A、M14）
5. 始まりの瞬間（INSTRUMENTAL VERSION） [3:14]
6. 妖艶な転校生 [4:32] 　（M67、M62、M65）
7. ミスティーハニー [4:01] 　（M45B、M46A、M48）
8. 衝撃 [3:25]　（M50、M73A）
9. 聖羅〜哀しみの紋章〜The Theme of MISTY HONEY（INSTRUMENTAL VERSION） [2:26]
10. テーマアレンジ・コレクション [4:16]（M43A、M44、M8）
11. ブリッジ・コレクション [0:34]　（Br2、Br14、Br15）
12. ブリッジ・コレクション2 [0:25]　（Br4、Br9、M15A）
13. ハニー颯爽登場 [5:56]　（M13、M37、M69、M60）
14. 宿命の対決 [7:32]　（M12、M71B、M68A、M72、M77A）
15. TRUE LOVE（INSTRUMENTAL VERSION） [1:50]
16. 星になれ（INSTRUMENTAL VERSION） [1:19]
17. 真夜中の電話（INSTRUMENTAL VERSION） [2:16]
18. 伝説の蝶 [1:03]　（劇場版M2-Br、劇場版M2）
19. メルカトの遺跡ヘ [0:52]　（劇場版M3）
20. 儀式 [2:51]　（劇場版M1、劇場版M4）
21. ロベルト [1:40]　（劇場版M5、劇場版M6）
22. ガーラ、恐るべき真の姿 [3:12]　（劇場版M7、劇場版M8）
23. 愛の戦士 [3:14]　（劇場版M9、劇場版M10）
24. MAIN THEME ANOTHER VERSION 3（ボーナス・トラック） [2:52]　（M47、M49）